# Francisco Fadul

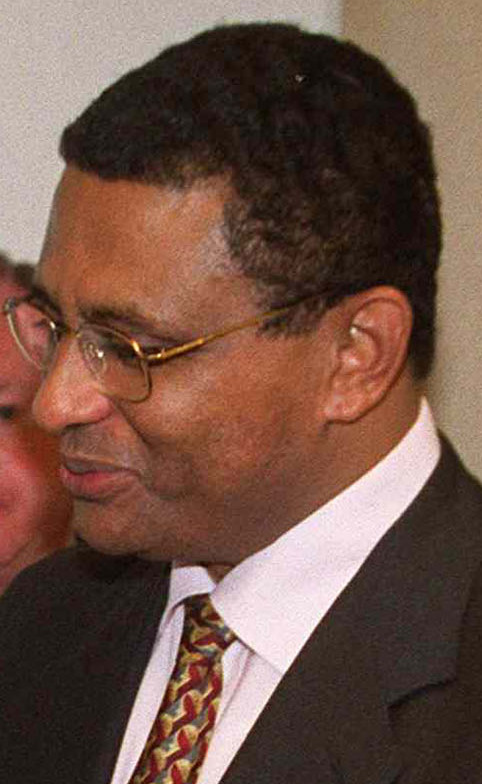
Francisco Fadul, 1999

Francisco José Fadul (* 15. Dezember 1953) war von 1998 bis 2000 Premierminister von Guinea-Bissau.

## Politische Laufbahn
Fadul ist libanesischer Abstammung und machte einen Abschluss in Rechtswissenschaft an der Universität Lissabon.
Am 3. Dezember 1998 wurde er Premierminister einer Übergangsregierung, die den seit einigen Monaten andauernden Bürgerkrieg beenden sollte. Fadul war politischer Berater des ehemaligen Außenminister, Stabschefs der Armee und jetzigen Anführers der Rebellion, Ansumané Mané. Manés Entlassung als Stabschef war im Juni 1998 Auslöser für den Bürgerkrieg. Dieser endete dann im Mai 1999 mit dem Sturz des seit 1980 regierenden Präsidenten João Bernardo Vieira. Faduls Verhältnis zum gestürzten Präsidenten, den er mehrfach öffentlich kritisiert hatte, galt als schlecht. In einem Interview mit einem portugiesischen Sender forderte er, Vieira wegen Menschenrechtsverletzungen vor Gericht zu stellen.
Seine Amtszeit endete am 19. Februar 2000, als nach dem Sieg Kumba Ialás bei den Präsidentschaftswahlen eine neue Regierung unter Führung von dessen Partei Partido para a Renovação Social (PRS) gebildet wurde. Die PRS hatte bei den Parlamentswahlen mit 38 der 102 Sitze den ersten Platz erreicht.
Fadul ging nach Portugal und kehrte im März 2003 nach Guinea-Bissau zurück. Die 1992 vom ehemaligen Premierminister Victor Saúde Maria gegründete Partei Partido Unido Social Democrático (PUSD) wählte ihn zu ihrem Präsidenten und erreichte bei den Parlamentswahlen im März 2004 17,6 % der Stimmen. Mit 17 von 100 Mandaten wurde sie drittstärkste Kraft im Parlament. Bei den Präsidentschaftswahlen am 19. Juni 2005, zu denen er wie andere prominente Kandidaten erst nach einer Entscheidung des Obersten Gerichts zugelassen wurde, erreichte er mit 12.733 Stimmen (2,85 %) den vierten Platz und schied im ersten Wahlgang aus. Im zweiten Wahlgang siegte der ebenfalls aus Portugal zurückgekehrte Vieira, der seit dem 1. Oktober 2005 wieder im Amt war.